# Ридзин-Шляхецький
Ридзин-Шляхецький (пол. Rydzyn Szlachecki) — село в Польщі, у гміні Стшеґово Млавського повіту Мазовецького воєводства.
Населення — 228 осіб (2011).
У 1975-1998 роках село належало до Цехановського воєводства.

## Демографія
Демографічна структура станом на 31 березня 2011 року:
|          | Загалом | Допрацездатний вік | Працездатний вік | Постпрацездатний вік |
| -------- | ------- | ------------------ | ---------------- | -------------------- |
| Чоловіки | 113     | 24                 | 74               | 15                   |
| Жінки    | 115     | 26                 | 58               | 31                   |
| Разом    | 228     | 50                 | 132              | 46                   |